# Metodo della scomposizione dei parametri
Il metodo della scomposizione dei parametri è una modalità di calcolo dei risultati non direttamente economici dell'attività d'impresa.

## Origini
Questo metodo è stato ideato negli anni Sessanta dall'economista italiano Giancarlo Pallavicini e, dopo una prima applicazione sperimentale per volontà di Giordano dell'Amore alla Cassa di Risparmio delle Province Lombarde, è stato pubblicato nel 1968 in "Strutture integrate nel sistema distributivo italiano".Secondo l'Enciclopedia biografica universale, il 'Metodo della scomposizione dei parametri' ha anticipato gli sviluppi della responsabilità sociale d'impresa, ora all'attenzione di quanti si occupano di economia, siano essi studiosi od operatori economici, soprattutto a partire dal nuovo millennio. All'avvio della perestrojka questa anticipazione, che sembrava conciliare gli obiettivi del libero mercato con quelli sociali, ha interessato l'Istituto di Economia dell'Accademia delle Scienze di Mosca, diretto da Leonid Ivanovič Abalkin, e il Governo dell'Unione Sovietica con Gorbačëv e successivamente quello della Russia, ma soltanto nella prima parte dell'epoca di Boris Nikolaevič El'cin, poi caratterizzata da uno spiccato finalismo alla massimizzazione del profitto a breve ed all'agevole acquisizione dei mezzi di produzione e delle risorse comuni, che ha tolto interesse agli iniziali orientamenti gorbaceviani. Il Metodo della scomposizione dei parametri è stato presentato anche al "III° Incontro Internazionale degli economisti", svoltosi in Cuba dal 24 al 29 di gennaio 2000, avente per oggetto la globalizzazione ed i problemi dello sviluppo, nonché al Convegno Internazionale su "Etica e Finanza", Città del Vaticano, 30 aprile 2000, al Simposio Internazionale Scientifico "Pitirim Aleksandrovič Sorokin e le tendenze socioculturali del nostro tempo", Mosca/San Pietroburgo, 4/5/6 febbraio 1999 e alla Conferenza Shiller Institute, Francoforte sul Meno, 21/22 febbraio 2009.

## Presupposti
L'enunciazione di tale metodo parte dal presupposto che l'attività d' impresa, pur restando imperniata sull'aspetto economico e, pertanto, sul profitto, non possa trascurare una serie di istanze interne ed esterne all'impresa, capaci di caratterizzare l'ambiente in cui l'impresa opera e quindi di esercitare effetti sulle possibilità di vita e di successo dell'impresa stessa. Peraltro, l'attenzione a tali aspetti, in seguito definiti come obiettivi non direttamente economici, esercita effetti positivi sugli stakeholder ed è in grado di apportare valore all'impresa. Anche per questo, essa non deve limitarsi ai principi, ma essere implicitamente valutata nei suoi risultati.

## Modalità di calcolo
Negli anni Sessanta, Giancarlo Pallavicini, aveva proposto che il risultato totale dell'esercizio venisse scomposto in più parametri da aggiungere al profitto, cui doveva attribuirsi un 'peso' idoneo ad assicurare un'adeguata remunerazione del capitale investito, un congruo ammortamento delle immobilizzazioni tecniche e dei costi pluriennali, nonché un autofinanziamento dell'ulteriore sviluppo. I parametri da aggiungere riguardavano una serie di variabili interne all'azienda come: relazioni umane, coinvolgimento degli addetti, consapevolezza dei ruoli, gratificazione e fidelizzazione.
Vi si accompagnavano parametri esterni, che consideravano i rapporti con il mercato e soprattutto gli aspetti dinamici dell'ambiente giuridico-istituzionale.
L'attenzione ai diversi aspetti prescelti dall'impresa, anche connessi ad istanze etiche, morali, sociali, culturali ed ambientali, andava poi calcolata attraverso il grado di assecondamento dei vari target da parte di ciascuna attività svolta, come processo o prodotto dell'impresa, secondo modalità quanti-qualitative ben definite.

## Gli sviluppi successivi
In un secondo momento, anche per la difficoltà di coinvolgere negli organi decisionali dell'impresa rappresentanze estranee al capitale, ancorché deputate alla salvaguardia degli aspetti non direttamente economici dell'attività d'impresa, è apparso più agevole applicare il metodo della scomposizione dei parametri con una contabilità specifica da porre a lato della normale contabilità in moneta di conto. Qualcosa di diverso dai codici etici e dai bilanci sociali, che, secondo Giancarlo Pallavicini, costituiscono delle esercitazioni, sia pur apprezzabili, di "maquillages" aziendale, e qualche cosa di più degli standard di qualità.
La suddivisione introdotta fra la valutazione degli aspetti reddituali 
e quella degli aspetti non direttamente economici, connessi ad istanze etiche, morali, sociali, culturali ed ambientali, non disconosce a questi ultimi una capacità di apportare valore all'impresa. Infatti, l'attenzione al raggiungimento degli obiettivi non direttamente economici ed il conseguente calcolo, da attuarsi col metodo dei parametri a lato della normale contabilità in moneta di conto, che non presenta particolari difficoltà ed oneri grazie all'informatica, è in grado di esercitare effetti positivi sugli stakeholder. Si pensi, tra l'altro, al maggior coinvolgimento degli addetti, alla fidelizzazione della clientela, al gradimento dell'azionariato diffuso. La crisi finanziaria e dell'economia reale, manifestatasi inizialmente negli Stati Uniti nella seconda metà del 2007, con l'intervento pubblico a sostegno di società bancarie, assicurative ed automobilistiche e conseguente partecipazione dello Stato ed in taluni casi delle rappresentanze dei lavoratori alla gestione aziendale, parrebbe affermare l'attualità dell'applicazione del metodo dei parametri nella versione originaria.

## Incentivi
Secondo l'ideatore di questo metodo di valutazione, il raggiungimento di adeguati livelli di assecondamento delle istanze etiche, morali, sociali, culturali e ambientali, cui tendono gli obiettivi non direttamente economici dell'attività d'impresa, andrebbe incentivato finanziariamente e fiscalmente per avviare un processo virtuoso capace di indurre a concrete realizzazioni la cosiddetta responsabilità sociale d'impresa. Nei suoi confronti va infatti rivelandosi un ormai diffuso consenso da parte degli studiosi di economia e di alcuni operatori economici sensibili all'adozione di appropriate ed innovative modalità di valutazione del loro operato..